# Alex Maleev
Alex Maleev (búlgaro: Алекс Малеев) é um ilustrador búlgaro, conhecido por seu trabalho como desenhista de histórias em quadrinhos americanas, em especial por suas colaborações com o escritor Brian Michael Bendis.
A primeira colaboração entre Bendis e Maleev ocorreu entre 2000 e 2001, quando assumiram a revista Sam e Twitch, protagonizada pelo personagens homônimos e parte do universo ficcional do personagem Spawn, criado por Todd McFarlane. Ainda em 2001, a dupla começou a trabalhar para a Marvel Comics na revista Daredevil, protagonizada pelo herói Demolidor, produzindo cerca de 50 edições, publicadas de forma não sequencial até 2006. Duas histórias da dupla foram indicadas ao Eisner Award de "Melhor Arco de História": Out, publicada originalmente em Daredevil #32-37, indicada em 2003; e Hardcore, publicada entre as edições #46 e 50, indicada em 2004. A revista foi indicada duas vezes à categoria "Melhor Série Continuada", em 2003 e 2004, vencendo apenas na primeira oportunidade. Em 2004, o próprio Maleev foi indicado ao Eisner de "Melhor Artista".
Após concluírem sua colaboração em Daredevil, a dupla se uniria novamente para produzir um motion comic protagonizado pela heroína Jessica Drew, a Mulher-Aranha. Scarlet, pertencente ao selo Icon Comics, da Marvel, foi o primeiro trabalho autoral da dupla, e teve 10 edições publicadas de forma errática entre 2010 e 2016. Durante esse período, a dupla produziria outras duas séries: Entre 2011 e 2012, colaboraram em 12 edições para a revista Moon Knight e desde 2016, produzem  histórias para as revistas da International Iron Man, Invincible Iron Man e Infamous Iron Man, todas pertencentes à franquia de publicações do personagem Homem de Ferro.